# タイム・アウト・オブ・マインド
『タイム・アウト・オブ・マインド』（Time Out of Mind）は、1997年にリリースされたボブ・ディラン30枚目のスタジオ・アルバム。
1998年グラミー賞で最優秀アルバム賞とベスト・コンテンポラリー・フォーク・アルバム部門を受賞した。また、「コールド・アイアンズ・バウンド」が同賞の男性ロック・ボーカル部門を受賞。
ビルボード200チャートで最高10位、全英アルバム・チャートで10位、日本のオリコンで46位を記録した。RIAAよりプラチナ・ディスクに認定されている。
『ローリング・ストーン誌が選ぶオールタイム・ベストアルバム500』に於いて、410位にランクイン。

## 解説
ディランのオリジナル曲によるスタジオ・アルバムとしては、『アンダー・ザ・レッド・スカイ』（1990年）以来7年ぶりの作品となった。プロデューサーは、ディランとは『オー・マーシー』（1989年）を担当したダニエル・ラノワ。1995年頃よりラノワとはジミー・ロジャーストリビュートアルバムの制作を通して共同制作を再開していた縁によるもの。レコーディングは、多くのミュージシャンに同時に演奏させる方法が取られ、6人のギタリスト（ディラン自身も含む）が参加したのに加え、11曲中6曲でジム・ケルトナーとブライアン・ブレイドのツイン・ドラムがフィーチャーされている。
日本では、このアルバムからベスト盤以外は日本盤に英詞が載らず対訳のみが掲載されるようになった。LPは二枚組仕様。

## 収録曲
全曲ボブ・ディラン作詞・作曲
1. ラヴ・シック - Love Sick – 5:21
2. ダート・ロード・ブルース - Dirt Road Blues – 3:36
3. スタンディング・イン・ザ・ドアウェイ - Standing in the Doorway – 7:43
4. ミリオン・マイルズ - Million Miles – 5:52
5. トライン・トゥ・ゲット・トゥ・ヘヴン - Tryin' to Get to Heaven – 5:21
6. ティル・アイ・フェル・イン・ラヴ・ウィズ・ユー - 'Til I Fell in Love with You – 5:17
7. ノット・ダーク・イェット - Not Dark Yet – 6:29
8. コールド・アイアンズ・バウンド - Cold Irons Bound – 7:15
9. メイク・ユー・フィール・マイ・ラヴ - Make You Feel My Love – 3:32
10. キャント・ウェイト - Can't Wait – 5:47
11. ハイランズ - Highlands – 16:31

## 参加ミュージシャン
- ボブ・ディラン - ボーカル、ギター、ハーモニカ、ピアノ
- ダニエル・ラノワ - ギター
- バッキー・バクスター - アコースティック・ギター、ペダル・スティール・ギター
- デューク・ロビラード - ギター
- ロバート・ブリット - ギター
- シンディ・キャッシュダラー - スライド・ギター
- オーギー・マイヤーズ - オルガン、アコーディオン
- ジム・ディッキンソン - キーボード、エレクトリックピアノ、オルガン
- トニー・ガーニエ - ベース
- ジム・ケルトナー - ドラムス
- ブライアン・ブレイド - ドラムス
- ウィンストン・ワトソン - ドラムス
- デヴィッド・ケンパー - ドラムス
- トニー・マングリアン - パーカッション

## リリース
日本
| 日付           | レーベル | フォーマット | カタログ番号 | 付記 |
| -------------- | -------- | ------------ | ------------ | ---- |
| 1997年10月22日 | ソニー   | CD           | SRCS-8456    |      |